# M2 (телеканал)
«M2» — український музичний телеканал. Входить до двох медіаконгломератів «Starlight Media» (50 %) і «ТАВР Медіа» (50 %).
Телеканал цілодобових кліпів українських виконавців українською, англійською, та іншими мовами. Частка україномовного музичного контенту складає 75 %. Основний контент телеканалу — це музичні кліпи, а також розважальні, інформаційні та музичні програми власного виробництва.

## Історія
Телеканал розпочав мовлення 27 червня 2007 року. До 31 серпня 2012 року основним напрямом телеканалу була музика минулих десятиліть.
1 вересня того ж року «M2» змінив графічний дизайн і кардинально оновив контент.
З 1 листопада 2014 року, разом зі спорідненим каналом «M1», телеканал мовить у форматі 16:9.
З 1 травня 2015 року в етері телеканалу звучить лише українська музика та продукт, над яким працювали українські артисти, музиканти, режисери та продюсери. За словами генерального директора телеканалу, дане рішення було пов'язане з метою популяризації сучасної української музики та розвитку української музичної індустрії.
2016 року телеканал заснував конкурс української музики для молодих виконавців «Хіт-конвеєр». Телеканал і компанія «Таврійські ігри» знімають переможцям конкурсу відеокліп і забезпечують його ротації на телебаченні.
У березні 2018 року телеканал «M2» і компанія «Таврійські ігри» оголосили про відродження української національної музичної премії «Золота жар-птиця». За словами Миколи Баграєва, засновника і президента ТОВ «Таврійські Ігри», метою відродження премії є підтримка і розвиток української музичної культури.
З 7 листопада 2019 року разом зі спорідненим телеканалом «M1», «M2» мовить у форматі високої чіткості (HD) у кабельних та IPTV мережах («Ланет» та «Megogo»).
У грудні 2019 року частка «M2» склала 0,24 % з рейтингом 0,03 % (дані Індустріального Телевізійного Комітету, аудиторія 18-54 міста 50 тис.+, 32-е місце серед українських каналів).
19 квітня 2020 року телеканал змінив логотип та графічне оформлення.
У грудні 2020 року частка каналу склала 0,11 % з рейтингом 0,02 % (дані Індустріального Телевізійного Комітету, аудиторія 18-54 міста 50 тис.+, 35-е місце серед українських каналів).
У грудні 2021 року частка каналу склала 0,17 % з рейтингом 0,02 % (дані Індустріального Телевізійного Комітету, аудиторія 18-54 міста 50 тис.+, 33-е місце серед українських каналів).
3 квітня 2025 року Міністерство культури та інформаційної політики України надало каналу статус критично важливого. Таким чином його працівники можуть бути заброньовані від мобілізації.

## Логотипи
Телеканал змінив 3 логотипи. Нинішній – 4-й за ліком.
| Логотип | Опис |
| ------- | --- |
|         | З 27 червня до 31 серпня 2007 року логотипом була стилізована цифра «2», лівіше якої стилізована та розбита ліва половина літери «M», унизу якого був стилізований напис «Естрада». Логотип золотого кольору. Знаходився у правому верхньому куті. |
|         | З 1 вересня 2007 до 11 червня 2016 року та з 19 квітня 2020 року дотепер використовується той же логотип, але без напису «Естрада». |
|         | З 12 червня 2016 до 18 квітня 2020 року логотип був білого кольору і помістився на червоний багатокутник, який нагадував орнамент. Знаходився там само.                                                                                            |
|         | Після початку повномасштабного російського вторгнення в Україну з 24 лютого 2022 року використовується логотип зразка вересня 2007 року синьо-жовтого кольору. З 26 лютого 2022 року внизу логотипу використовується білий напис «#переможемо».    |

## Проєкти телеканалу
- Головний Хіт-Парад України
- Перший український хіт-парад
- Військовий хіт-парад
- М2 Fresh
- Міністерство прем'єр
- Своє. Рідне
- Своє. Рідне. Шоубіз
- Час кохати
- Collection M1
- Web. Cam

### Архівні проєкти
- Золота жар-птиця
- Золоті хіти M2
- Народний хіт
- Народні поети складають куплети
- СВ-шоу
- Смієшся ти, сміюся й я, сміється в голос весь M2
- Хіт-конвеєр
- M2 News
- M2-Новини для всієї родини
- Weekend із M1

## Параметри супутникового мовлення
| Супутник         | Стандарт | Частота | Символьна швидкість | Поляризація       | FEC | Формат зображення | Кодування |
| ---------------- | -------- | ------- | ------------------- | ----------------- | --- | ----------------- | --------- |
| Astra 4A (4.8°E) | DVB-S2   | 12073   | 30000               | горизонтальна (H) | 2/3 | MPEG-4            | FTA       |